# Камалакара Пиппалай
Камалака́ра Пиппала́й (IAST: Kamalākara Pippalāi) — кришнаитский святой, живший в Бенгалии в конце XV — первой половине XVI века. Принадлежит к группе двенадцати кришнаитских святых двадаша-гопал — выдающихся проповедников, распространивших гаудия-вайшнавизм по всей территории Бенгалии. В «Чайтанья-чаритамрите» говорится, что «необычайны были его деяния и любовь к Богу, прославившие его». Говорится, что Камалакара Пиппалай установил в бегальской деревне Махеша божество Джаганнатхи, и что Нитьянанда, оценив энтузиазм его проповеди, сделал его лидером санкиртаны в проповедническом центре Саптаграма.
Сына Камалакары Пиппалая звали Чатурбхуджа; у Чатурбхуджи было двое сыновей: Нараяна и Джаганнатха; у Нараяны был сын по имени Джагадананда; сына Джагадананды звали Радживалочана. Во времена Радживалочаны на поклонение божеству Джаганнатхи стало не хватать средств, поэтому в 1653 году набоб Дакки по имени Шах Суджа пожертвовал храму 140 гектаров земельных угодий. Таким образом, вся земля перешла в собственность Джаганнатхи, и деревню, которая находилась на ней, переименовали в Джаганнатха-пура (деревню Джаганнатхи).
Когда Камалакара Пиппалай ушёл из дома, его младший брат Нидхипати Пиппалай стал его разыскивать и через некоторое время нашёл в деревне Махеша. Нидхипати приложил все силы, чтобы вернуть старшего брата домой, но тот наотрез отказался. Поэтому Нидхипати вместе со всей семьёй перебрался в Махешу. Потомки этого семейства по сей день живут в окрестностях деревни. Они брахманы и носят фамилию Адхикари.
Бхактисиддханта Сарасвати в своих комментариях на «Чайтанья-чаритамриту» описывает историю храма Джаганнатхи в Махеше следующим образом. Как-то раз преданный по имени Дхрувананда отправился в Пури, желая получить даршан Джаганнатхи, Баларамы и Субхадры и преподнести Джаганнатхе приготовленное им собственноручно угощение. Однако ночью Джаганнатха явился Дхрувананде во сне и велел идти на берег Ганги в Махешу, построить там храм и в нём поклоняться ему. По прибытии в Махешу, Дхрувананда увидел, как по Ганге плывут три божества: Джаганнатха, Баларама и Субхадра. Выловив божества из реки, Дхрувананда установил их в маленькой хижине и стал поклоняться им. Когда Дхрувананда состарился, он стал тревожиться о том, где найти надёжного человека и передать ему поклонение. Тут Джаганнатха снова явился ему во сне и разрешил поручить поклоняться в храме первому, кого он повстречает на следующее утро. Наутро Дхрувананда встретил Камалакару Пиппалая, который прежде жил в деревне Кхалиджули в лесу Сундарбана в Бенгалии и был известен как чистый вайшнава и великий преданный Джаганнатхи. Дхрувананда немедленно передал ему божество. Так Камалакара Пиппалай стал поклоняться Джаганнатхе. С тех пор члены его семьи стали носить титул Адхикари, что означает «достойные поклоняться Господу». Адхикари принадлежат к почтенному брахманскому роду.
В «Гаура-ганоддеша-дипике» (128) Камалакара Пиппалай назван третьим среди двенандцати пастушков (двадаша-гопал). Там также говорится, что ранее, в играх Кришны, он был пастушком Махабалой.